# 立岡脩二
立岡脩二（たつおか しゅうじ、1940年（昭和15年）3月20日 - ）は、岡山県邑久郡（現・瀬戸内市）出身の映画プロデューサー、地方政治家。元山陽映画プロデューサー、元岡山県瀬戸内市長。

## 学歴
- 岡山県立邑久高等学校卒業
- 岡山大学法文学部卒業

## 経歴
- 1940年 邑久郡に生まれる。
- 2000年 邑久町長選に出馬、松本五生に敗れる。
- 2000年 松本が死亡したことにより再び出馬、当選。
- 2004年 再選
- 2004年 長船町・邑久町・牛窓町が合併して瀬戸内市が誕生。
- 2004年 第1回瀬戸内市長選に出馬し当選。初代瀬戸内市長に就任。
- 2008年 11月16日、再選を目指した瀬戸内市長選挙で新人の税理士、島村俊一に敗れる
- 2011年秋の叙勲で旭日双光章を受章[2]。

## 座右の銘
災い転じて福となす。常にプラス思考。